# Lotería de California

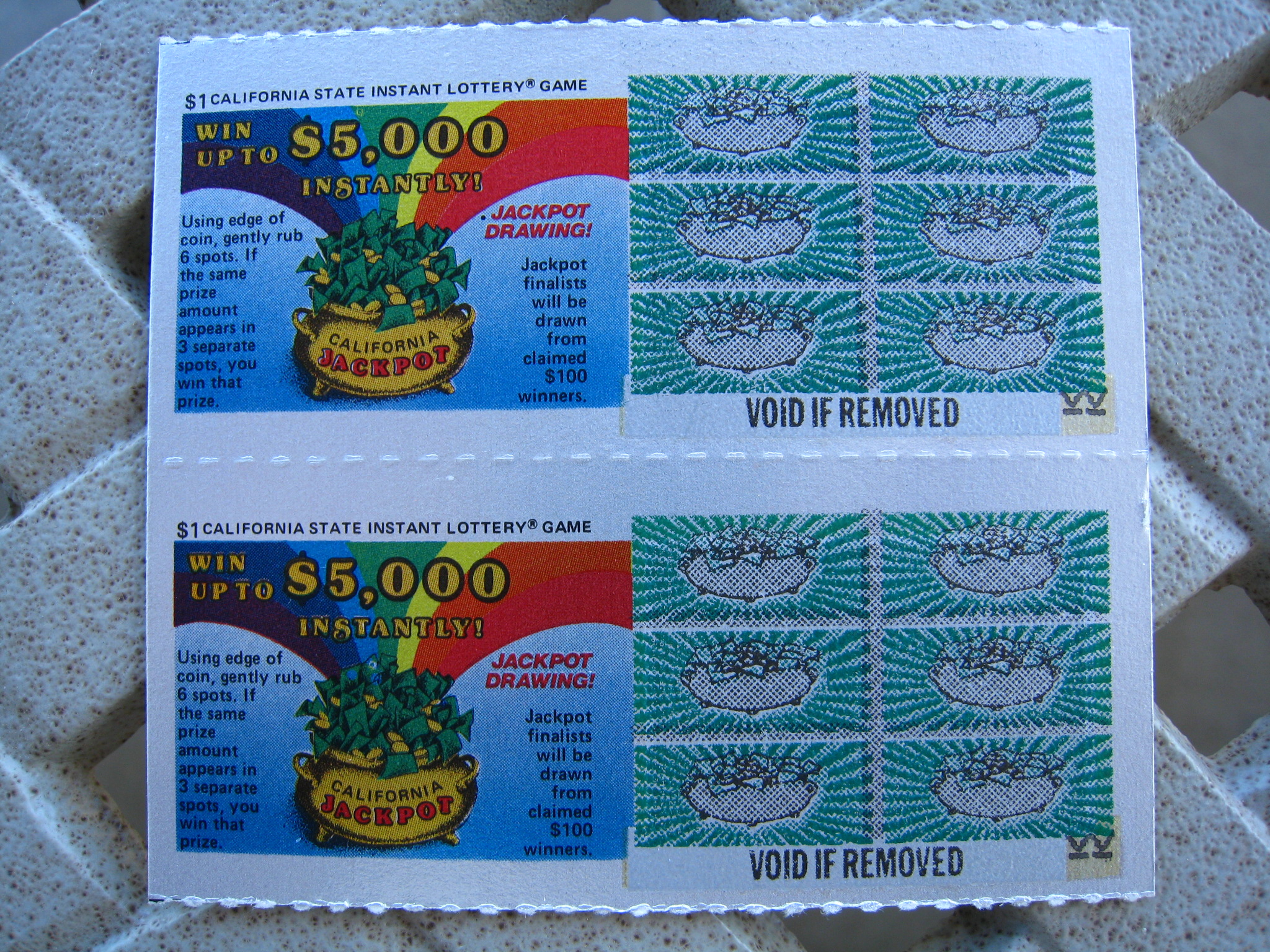
Billetes de la Lotería de California.

La Lotería de California (California State Lottery en inglés) es la lotería del estado de California, en los Estados Unidos. La lotería tiene su sede en Sacramento. Los juegos que organiza la Lotería de California incluyen Mega Millions, Super Lotto Plus, Fantasy 5, Daily 4, Daily 3, Daily Derby y Scratchers

## Historia
La Ley de Lotería de 1984 fue presentada a los votantes de California en noviembre de ese año como la Proposición 37, una propuesta electoral que se aprobó con el 58% de los votos. El 29 de enero de 1985, el gobernador George Deukmejian designó a los primeros comisionados de la Lotería: William Johnston, Laverta Montgomery, John Price, Howard Varner y Kennard Webster. La Ley estableció un plazo muy ajustado para establecer y poner en marcha la Lotería. Para cumplir con ello, el gobierno estatal construyó rápidamente la sede original en el vecindario Richards de Sacramento (justo al norte del centro de la ciudad), donde se encuentra hasta el día de hoy. En mayo de 1985, Mark Michalko, exasesor legal de la Lotería de Ohio, fue designado como el primer director de la Lotería de California por el gobernador Deukmejian. Los primeros juegos de lotería lanzados fueron los Scratchers, cuyas ventas comenzaron el 3 de octubre de 1985. Un año después, el 14 de octubre de 1986, se inició el juego semanal de Lotto. La Lotería de California ofrece una variedad de juegos, que incluyen Mega Millions, Super Lotto Plus, Fantasy 5, Daily 4, Daily 3, Daily Derby y Scratchers.
En 1996, como resultado de una demanda presentada por tribus indígenas, el Tribunal Supremo de California anuló de forma unánime la implementación del juego de keno por parte de la Lotería. El tribunal dictaminó que el keno era un juego de banca y no una lotería, lo cual estaba prohibido en California en ese momento. En su opinión, la jueza asociada Kathryn Werdegar explicó que, según el Código Penal de California y la jurisprudencia, existe una distinción entre una "lotería" y un "juego bancario" o "juego de banca". La intención de la Ley de Lotería era permitir solo una "lotería". En una lotería, los jugadores juegan entre sí, mientras que en un juego de banca, juegan entre sí y contra el establecimiento. La diferencia clave radica en que en un juego de banca, el establecimiento puede quebrar dependiendo del resultado de cada apuesta individual; el establecimiento se compromete a pagar los premios de todas las apuestas ganadoras sin límite máximo. El tribunal explicó que, si bien esta definición no prohíbe las loterías con premios fijos, estas solo son válidas si el monto total de los premios y el número máximo de premios fijos se establecen antes del sorteo. Como resultado de estas decisiones, la Lotería modificó el juego de keno y creó Hot Spot, que tiene un formato de pago pari-mutuel. Además, se modificó el juego de Daily 3 para que los pagos varíen según el número de personas que seleccionaron los números ganadores.
California se unió a Mega Millions el 22 de junio de 2005, convirtiéndose en el 12.º territorio en ofrecer el juego y el último en unirse antes de la expansión de venta cruzada en 2010 con la Asociación de Loterías Multiestatales (MUSL). Se realizó un sorteo de Mega Millions en Hollywood para conmemorar este acontecimiento.
En septiembre de 2011, la Lotería de California] se trasladó a una nueva sede de $58 millones en la calle North 10th Street, frente a la antigua sede, que fue demolida inmediatamente. Debido a la construcción apresurada en un plazo de 90 días para cumplir con la Ley de Lotería, la sede original presentaba numerosos defectos de construcción en el techo, la base y el ascensor, además de un problema de moho.
Aunque California inicialmente no tenía la intención de ofrecer Powerball, el rival de Mega Millions, se convirtió brevemente en miembro de la MUSL porque se planeaba un juego de lotería "internacional" que incluiría varias loterías de los Estados Unidos. Sin embargo, este juego nunca se materializó. Posteriormente, en febrero de 2012, la Lotería de California realizó un análisis de impacto del juego Powerball en preparación para una recomendación en julio de 2012. Como resultado, el Plan de Negocios del Año Fiscal 2012-2013 incluyó fondos para el lanzamiento de Powerball durante ese año fiscal, y Powerball se lanzó en California el 8 de abril de 2013. Como resultado de la decisión de la Corte Suprema de California, California es el único estado donde los pagos de ambos juegos son variables.

## Juegos de Sorteo Actuales

### Juegos de Sorteo en Casa

#### Daily 3
Jugar Daily 3 implica elegir tres dígitos del 0 al 9 y un estilo de juego. Los apostadores pueden elegir Quick Pick para que los números sean seleccionados al azar por la computadora. Las opciones de estilo de juego son "straight" (esto es lo predeterminado si el jugador no elige otra) "box" o "straight/box". El juego cuesta $1 por jugada y sorteo, y la opción de Advance Play permite hasta 14 sorteos consecutivos. Hay dos sorteos todos los días, televisados a las 1:29 p. m. y a las 6:59 p. m..

#### Daily 4
Un juego tipo "pick 4" se estrenó el 19 de mayo de 2008. Cada jugada cuesta $1 y los sorteos se realizan una vez al día. Los estilos de juego son similares a los del "Daily 3".

#### Daily Derby
Daily Derby es un juego simulado de carreras de caballos. Los jugadores eligen tres caballos de entre 12, uno para terminar en primer lugar (win), otro en segundo lugar (place) y otro en tercer lugar (show); los jugadores también eligen una hora de la carrera entre 1:40:00 y 1:49:99, marcando los últimos tres dígitos de la hora en el formulario de juego. Como alternativa, los jugadores pueden seleccionar Quick Pick para que la computadora elija los caballos, la hora de la carrera o ambos. Daily Derby también ofrece Advance Play para hasta 14 sorteos consecutivos. El juego cuesta $2 por jugada y sorteo; se realiza diariamente a las 6:35 p. m. y se televisa a las 6:59 p. m..

#### Fantasy 5
Los jugadores de Fantasy 5 eligen cinco números del 1 al 39. Un boleto incluye hasta cinco conjuntos de números; se pueden jugar hasta en 12 sorteos. Los juegos cuestan $1 por jugada. Fantasy 5 se sortea por la noche a las 6:35 p. m. y se televisa a las 6:59 p. m.. El premio mayor inicial varía entre $60,000 y $80,000. Los jugadores pueden ganar al acertar 2, 3, 4 o los 5 números en cualquier orden con los números seleccionados en sus boletos de Fantasy 5.
Anteriormente, un jugador que compraba un boleto de Fantasy 5 por $5 obtenía un cupón para enviarlo por correo y participar en un sorteo de "segunda oportunidad" para aparecer en el programa Make Me a Millionaire, o para jugar en la Dream Machine en el primer programa de televisión, The Big Spin. Ese sorteo se canceló en julio de 2010 y ahora los jugadores reciben un cupón de "segunda oportunidad" con un código de veinte dígitos. Los jugadores pueden ingresar esos códigos en www.calottery.com/fan5 para participar en un sorteo semanal por un premio en efectivo que oscila entre $1,000 y $10,000.

#### SuperLotto Plus
SuperLotto Plus es un juego de lotería que se juega al estilo de Mega Millions y Powerball. SuperLotto Plus se sortea todos los miércoles y sábados. El juego comenzó en 1986 como Lotto 6/49 (que se jugaba de manera similar a la versión canadiense del juego), luego cambió a SuperLotto en algún momento de la década de 1990 (con una matriz de 6/51). En el año 2000, se cambió el nombre a SuperLotto Plus. Su premio mayor inicial es de $7 millones (anualizado); hay una opción en efectivo disponible para los ganadores del premio mayor. Los jugadores de SuperLotto Plus eligen cinco números del 1 al 47 y un número Mega Ball del 1 al 27.
Si bien generalmente se elige la opción en efectivo, la anualidad de SuperLotto Plus es graduada. A partir del sorteo del 11 de mayo de 2013, el premio mayor anunciado representa una corriente de anualidad graduada de 30 pagos, similar a la de Mega Millions, en parte en respuesta a las bajas tasas de interés a largo plazo. El valor en efectivo ahora está garantizado. Los pagos graduados comienzan en un 1.81% del monto del premio mayor y aumentan de manera exponencial de modo que el pago final es del 5.56% (más de tres veces el valor del primer pago) del monto del premio mayor anunciado. Anteriormente, el primer pago era del 2.5% del valor (o parte) de la anualidad del premio mayor, y el segundo pago era del 2.7%. Los 24 pagos restantes aumentaban un 0.1 punto porcentual anualmente, de modo que el último (26º) pago representaba el 5.1% de la anualidad.

#### Hot Spot
Hot Spot es un juego de estilo rápido de tipo keno. El juego se actualizó el 1 de agosto de 2011, para permitir a los jugadores elegir jugar cualquier número de "spots" (números) de 1 a 10 de un grupo de números del 01 al 80. También se ofreció un nuevo premio mayor más alto de $100,000 para el juego de 10 spots. Anteriormente, los jugadores solo podían elegir jugar 2, 3, 4, 5 o 8 spots. Las apuestas pueden ser de $1, $2, $3, $4, $5, $10 o $20, con un máximo de 100 sorteos consecutivos. Además, los jugadores pueden optar por una apuesta Bulls-Eye en cada sorteo, con la esperanza de acertar el 1 número de los 20 números sorteados que se selecciona como el número Bulls-Eye. Los sorteos ocurren todos los días y cada cuatro minutos, desde las 6:00 a. m. hasta las 2:00 a. m. Los minoristas de lotería tienen monitores que muestran los sorteos de Hot Spot y los resultados recientes de otros juegos de Lotería. Se otorgan premios fijos. Para cumplir con los requisitos de pari-mutuo, se crea un "fondo de premios apostados" continuo a partir del 63% de las ventas brutas, lo que garantiza que los pagos fijos se cumplan en circunstancias normales y establece reducciones en caso de que un número inusualmente grande de personas gane un premio en particular. Si el fondo de premios apostados supera los $2.9 millones, se crean aumentos de premios y promociones para distribuir los fondos excedentes.

### Juegos multi-jurisdiccionales
La participación de CSL en juegos multiestatales incluye empleados a tiempo parcial estacionados en Atlanta (para Mega Millions) y Tallahassee, Florida (para Powerball), o donde se realice el sorteo de cada juego, para cumplir con el requisito de la Ley de Lotería de que un empleado de CSL supervise y audite los sorteos de cada juego ofrecido.

#### Mega Millions
En 2004, el gobernador Arnold Schwarzenegger, como parte de su rediseño del gobierno de California, sugirió que California se uniera a una lotería multi-jurisdiccional. En junio de 2005, la Comisión de Lotería votó a favor de unirse a Mega Millions.
California es única entre los 45 participantes de Mega Millions en que todos los nueve niveles de premios de Mega Millions dentro de sus fronteras son siempre parimutuo, en lugar de que cada premio que no sea el premio mayor tenga un valor fijo. Esto conduce a diferentes cantidades de premios para ganadores equivalentes vendidos en California en comparación con los vendidos en las otras 44 jurisdicciones. Por ejemplo, el segundo premio "anunciado" en Mega Millions es de $1,000,000; pero en California se estableció un récord de $3.9 millones vendidos en Hacienda Heights en 2023 como parte del acumulado de un premio mayor de $1.1 mil millones. El segundo premio en California a menudo acumula; es, en efecto, un "segundo premio mayor". A diferencia de los otros miembros de Mega Millions, California actualmente no ofrece el Megaplier, que se sortea en Texas mediante un generador de números aleatorios.

#### Powerball
En febrero de 2012, como respuesta a las ventas en declive y los bajos ingresos per cápita de la lotería, la administración de la Lotería de California inició una revisión para determinar si Powerball sería apropiado para el estado. En septiembre de 2012, la Comisión de Lotería aprobó la solicitud de la administración de lanzar Powerball en abril de 2013, citando un aumento neto de ingresos de $90 a $120 millones como resultado de Powerball, con el deseo de evitar el lanzamiento de un rascador de $20 en otoño de 2013.
En noviembre de 2012, California promulgó las regulaciones para Powerball en el estado. Similar a Mega Millions, todos los sorteos que no son el premio mayor en el estado forman parte de un grupo intrastatal, con California enviando su parte del premio mayor (el 30% de las ventas del sorteo) a MUSL para que se agregue al bote de premios multinacional. Esto resulta en diferentes cantidades de premios para los ganadores equivalentes vendidos en California en comparación con los vendidos en las otras 44 jurisdicciones. Cada grupo de premios para una categoría de premios en particular se acumulará, por lo que el premio "elige 5" creará un premio mayor secundario similar al pago "elige 5" en la implementación de Mega Millions en California. La cantidad récord se estableció en 2023 por $3,987,429, como parte de un premio mayor de $600 millones. Además, como resultado de la decisión de la Corte Suprema de California que exige pagos pari-mutuales, California no participará en la opción de multiplicador PowerPlay. California lanzó Powerball el 8 de abril de 2013, con el primer sorteo el 10 de abril de 2013.

## Premios no reclamados
Los premios no reclamados que permanecen después de que expire el período de reclamo siempre se destinan a apoyar las escuelas públicas de California. Hasta el final del año fiscal 2013-14, se otorgaron un total de $793.5 millones en premios no reclamados a la educación.